# زبان ولزی

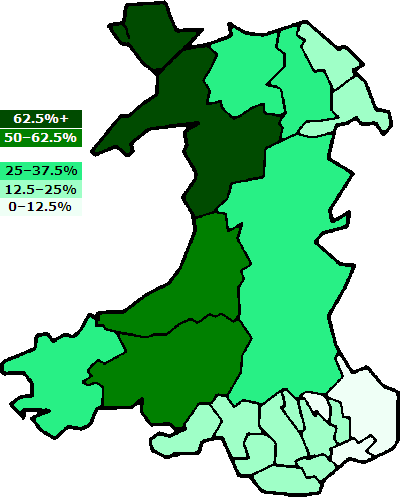
درصد گویشوران زبان ولزی در بخش‌های ولز

زبان ولزی (به ولزی: Cymraeg - انگلیسی: Welsh) یک زبان سلتی است که مردمان ولز در بریتانیا از آن استفاده می‌کنند. این زبان هم‌اکنون زبان اول ۲۰٪ مردم ولز است و توسط تعداد بیشتری از ساکنان منطقه فهمیده می‌شود. بیشتر مردم این منطقه انگلیسی نیز می‌دانند.